# 23.º Regimiento Aéreo
El 23.º Regimiento Aéreo (23. Flieger-Regiment) fue una unidad de la Luftwaffe de la Alemania nazi.

## Historia
Fue formado el 16 de agosto de 1942, a partir del 23º Regimiento de Instrucción Aérea. Disuelto el 14 de julio de 1943, y los restos fueron absorbidos por la 20.ª División de Campaña de la Luftwaffe en Dinamarca.

## Orden de batalla
- 1943: Plana Mayor, I. (1-5), II. (6-10)(?)